# Christian Bobin

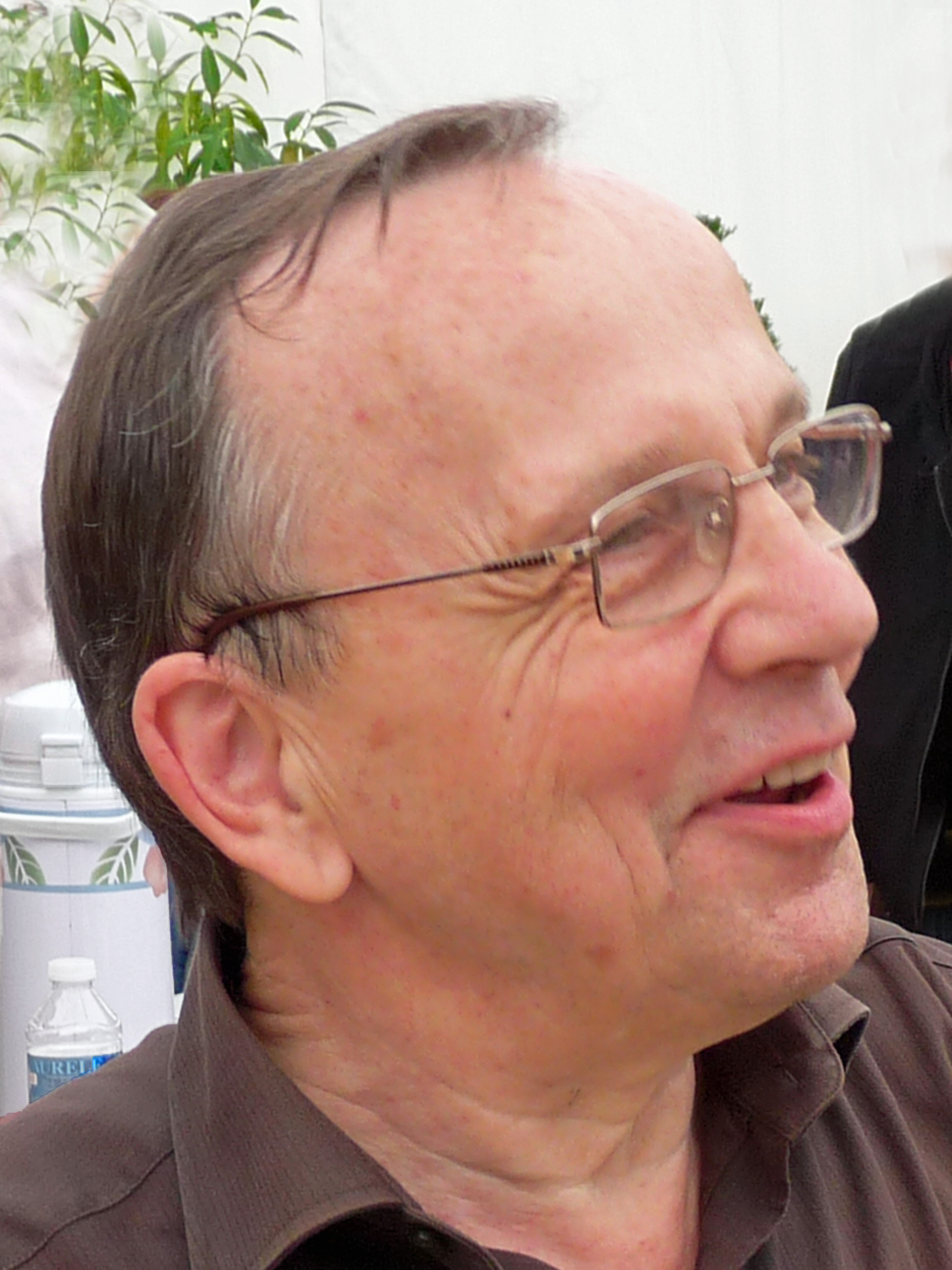
Christian Bobin al salone del libro di Nancy nel 2011

Christian Bobin (Le Creusot, 24 aprile 1951 – Chalon-sur-Saône, 24 novembre 2022) è stato uno scrittore e poeta francese, vincitore del premio Prix des Deux Magots nel 1993 e del premio Prix de l’Académie Française nel 2016.

## Profilo letterario
L'autore è noto per dare alle proprie opere un'impronta meditativa e metafisica. È molto conosciuto in Francia per la sua scrittura intensa e poetica che riconduce chi legge agli aspetti fondanti dell’esistenza.

## Opere
- Francesco e l'infinitamente piccolo, Cinisello Balsamo, Edizioni San Paolo, 1996 (ultima edizione 2012).
- La donna che sarà, Milano, Archinto editore, 1994.
- L'uomo che cammina, traduzione dal francese a cura di Guido Dotti, Magnano, Edizioni Qiqajon, 1998.
- Presenze, traduzione dal francese a cura di Guido Dotti, Verona, Perosini, 2000.
- Geai, Cinisello Balsamo, Edizioni San Paolo, 2000.
- Resuscitare, Milano, Gribaudi, 2003.
- Il distacco dal mondo, Servitium, 2005 (isbn 9788881662302)
- L'equilibrista, Milano, Servitium, 2005 (isbn 9788881662401).
- La luce del mondo, Milano, Gribaudi, 2006.
- Consumazione. Un temporale, Servitium, 2006 (isbn 9788881662744).
- L'amore è proprio una piccola cosa, Milano, Gribaudi, 2007.
- La parte mancante, Servitium, 2007 (isbn 9788881662869).
- L'ottavo giorno della settimana, Servitium, 2008 (9788881663026).
- Mille candele danzanti, Camelozampa, 2008.
- Più viva che mai. Una storia d'amore dura per sempre, Cinisello Balsamo, Edizioni San Paolo, 2010.
- Elogio del nulla, Servitium, 2005, nuova edizione 2010 (isbn 9788881663309)
- L'altra faccia, Servitium, 2010 (isbn 9788881663187).
- Una biblioteca di nuvole, Camelozampa, 2012.
- Autoritratto al radiatore,  AnimaMundi Edizioni, 2012.
- Folli i miei passi, AnimaMundi Edizioni, 2013.
- Cristo come i papaveri, Edizioni Silva, 2013.
- Sovranità del vuoto / Souveranité du vide, AnimaMundi Edizioni, 2014 (testo originale a fronte).
- Un sole che sorge, Edizioni gruppo AEPER, 2014.
- Louise Amour, Camelozampa, 2014.
- Consumazione. Un temporale, AnimaMundi Edizioni / Servitium, 2014.
- Resuscitare, AnimaMundi Edizioni, 2015.
- Mozart e la pioggia / Mozart et la pluie, AnimaMundi Edizioni, 2015 (testo originale a fronte).
- La vita e nient'altro / La vie passante, AnimaMundi Edizioni, 2015 (testo originale a fronte).
- L'uomo del disastro / L'homme du désastre, AnimaMundi Edizioni, 2015 (testo originale a fronte).
- Il Cristo dei papaveri, Brescia, Editrice La Scuola, 2016.
- Più viva che mai, AnimaMundi Edizioni, 2018.
- La vita grande, AnimaMundi Edizioni, 2018.
- L'insperata, AnimaMundi Edizioni, 2018.
- Abitare poeticamente il mondo / Le plâtrier siffleur, AnimaMundi Edizioni, 2019 (testo originale a fronte).
- La presenza pura, traduzione dal francese a cura di Guido Dotti, AnimaMundi Edizioni, 2019.
- Lettere d'oro / Lettres d'or, AnimaMundi Edizioni, 2020 (testo originale a fronte).
- Un azzurro che non mente più, AnimaMundi Edizioni, 2021.
- Mille candele danzanti, AnimaMundi Edizioni, 2022
- Un cigolio d'altalena; traduzione dal francese a cura di Emanuele Borsotti, Edizioni Sanpino, 2021.
- Questo azzurro: l'uomo-gioia, traduzione dal francese a cura di Andrea Franzoni, Edizioni Sanpino, 2023.
- La vita scrive a matita, traduzione dal francese a cura di Emanuele Borsotti, Edizioni Sanpino, 2023.
- Son tutti occupati, traduzione italiana a cura di Emanuele Borsotti, Edizioni Sanpino, 2024.
- Il venditore ambulante, traduzione italiana a cura di Emanuele Borsotti, Edizioni Sanpino, 2024.